# Ostichthys archiepiscopus
Az Ostichthys archiepiscopus a sugarasúszójú halak (Actinopterygii) osztályának nyálkásfejűhal-alakúak (Beryciformes) rendjébe, ezen belül a mókushalfélék (Holocentridae) családjába tartozó faj.

## Előfordulása
Az Ostichthys archiepiscopus elterjedési területe az Indiai-óceán és a Csendes-óceán. Az előbbi óceánban Mozambik, Mauritius és Réunion vizeiben található meg, míg a Csendes-óceánban a Rjúkjú-szigetek, Hawaii, Tahiti és Moorea vizeiben fordul elő. Meglehet, hogy az elterjedési területe valójában sokkal nagyobb, az eddigi ismertnél.

## Megjelenése
Általában 24 centiméter hosszú, de akár 32 centiméteresre is megnőhet. Vörös testén, alig látszó fehér vonalak futnak a pikkelysorokkal párhuzamosan.

## Életmódja
Mélytengeri halfaj, amely 146-400 méteres mélységekben tartózkodik.

## Felhasználása
Az Ostichthys archiepiscopust csak kisebb mértékben halásszák.